# شهرستان بونو
شهرستان بونو (به لاتین: Bonou) یک منطقهٔ مسکونی در بنین است که در استان اومه واقع شده‌است. شهرستان بونو ۲۷۵ کیلومتر مربع مساحت و ۲۹٬۶۵۶ نفر جمعیت دارد.